# Stips
El stips (en latín stips,-ipis) es una moneda romana muy antigua, de poco valor, equivalente al óbolo —moneda griega también de poco valor—. No una moneda determinada de acuñación propia sino cualquier moneda o conjunto de ellas de poco valor.

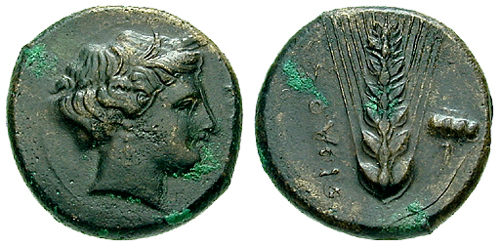
Óbolo griego. Lucania, Metaponto. Aprox. 425-350 a. C. Æ 21mm.

 Por extensión se crearon las frases hechas stipem cogere, hacer una colecta; stipem tollere, suprimir la colecta; manum ad stipem porrigere, alargar la mano para pedir limosna. Stips dio la palabra latina stipendium que a su vez dio «estipendio» en español con el significado de paga o remuneración, una tasa fijada por la autoridad eclesiástica a los fieles para aplicar algún servicio religioso.

## Historia

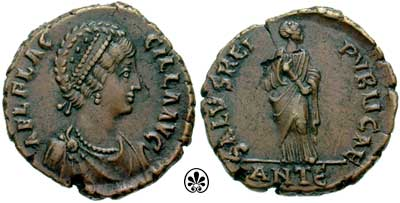
As romano Aelia Flaccilla

En tiempos de la monarquía romana se utilizaba ya la palabra stips para referirse a monedas de poco valor como la uncia (moneda de cobre) y el as (moneda de bronce). El stips se daba como limosna establecida: 
- A los pordioseros.[5]
- A los galos de Cibeles. Estos galos eran sacerdotes eunucos de la diosa Cibeles. En el mes de abril se celebraba su fiesta y los galos llevaban su imagen en procesión por las calles de Roma, acompañados de músicos que tocaban flautas, tambores y otros instrumentos, mientras daban terribles alaridos. Era costumbre entre los romanos dar a estos sacerdotes dichas monedas.[6]
- En los cepillos de los templos, se daba la moneda como donativo. Cada cepillo tenía inscrito el nombre del destinatario: Stips Apollinis, Stips Dianae, etc.[5]
- Se daba a los dioses acuáticos para honrarlos. Las monedas en este caso se echaban en las fuentes.[5]
- Y también se repartían como suscripción hecha por las familias para contribuir al culto gentilicio.[5]

Existía además la stips menstrua, que era una cuota que pagaban mensualmente los miembros de los colegios funerarios. Y el primer día de enero, los romanos se ofrecían unos a otros estas pequeñas monedas para felicitarse y para desear faustum felicimque annum.